# 达科塔鳄属
達科塔鱷（學名：Datokasuchus）屬於中真鱷類的稜角鱗鱷科。正模標本發現於美國堪薩斯州的達科他砂岩，年代為白堊紀晚期的森諾曼階。化石包含頸部、胸部、以及尾巴。
達科塔鱷的背部中線有20多對的皮內成骨。脊椎缺乏鱷形類特有的前凹椎型關節特徵。肩帶短而寬廣，顯示牠們有強壯的前肢，因此牠們可能是陸棲動物。科學家估計達科塔鱷的身長約3到4公尺。模式種是金氏達科塔鱷（D. kingi），是以堪薩斯衛斯理大學的一位教授為名。達科塔鱷最初被歸類於中鱷亞目（現已廢棄不用）。在1988年，Robert Carroll將達科塔鱷歸類於稜角鱗鱷科。